# Hr.Ms. Van Kinsbergen (1980)
De Hr.Ms. Van Kinsbergen (F809) was het derde Nederlands S-fregat van de Kortenaerklasse. Het schip was het vierde schip bij de Nederlandse marine dat vernoemd is naar de 18e-eeuwse Nederlandse officier Jan Hendrik van Kinsbergen. Na de uit dienst name werd de Van Kinsbergen net als de meeste schepen van de Kortenaerklasse verkocht aan Griekenland.2 Bij de Griekse marine doet het schip dienst als Navarinon (F461). Koning Willem-Alexander was ooit wachtsofficier op dit schip (1988).